# 흥남항 (거제시)
흥남항(興南港)은 경상남도 거제시 장목면 시방리에 있는 어항이다. 2003년 2월 3일 어촌정주어항으로 지정하여 관리하고 있다. 시설관리자는 거제시장이다.

## 어항 연혁
- 흥남은 본래 시방리(矢方里)에 속하는 돌정이, 돌징개 또는 돌정으로 부르던 갯마을이고 농토는 적어 일제때 함경도 청진(咸鏡道 淸津) 고등어배를 탔던 어로장(漁撈長) 일명 망장이가 흥남(興南) 앞바다에서 정어리를 많이 잡아 부자(富者)가 되었고 같은 어부들도 잘 살게 되자 흥남(興南)마을이라 하였다.

## 어항 구역
- 수역: 미지정(거제시 장목면 시방리 280-12번지 수역)
- 육역: 미지정

## 어항 시설
- 물양장, 방파제

## 주요 어종
- 대구, 물메기, 아귀, 광어 등